# Валерија (Алесандрија)
Валерија (итал. Valeria) је насеље у Италији у округу Алесандрија, региону Пијемонт.
Према процени из 2011. у насељу је живело 18 становника. Насеље се налази на надморској висини од 301 м.